# محسن کوهکن
محسن کوهکن ریزی (زادهٔ ۱۳۳۶، زرین شهر) نمایندهٔ حوزهٔ انتخابیهٔ لنجان در  دوره چهارم، هفتم، هشتم و دهم مجلس شورای اسلامی بود. همچنین وی به عنوان یکی از اعضای فعال جبهه پیروان خط امام و رهبری در زمینه انجام فعالیت‌های سیاسی مربوط به اصولگرایان طی سال‌های گذشته نقش تأثیرگذاری داشته‌است. او همچنین دبیر کلی جامعه اسلامی نمایندگان ادوار مجلس را بر عهده دارد.

## مجلس دهم
کوهکن توانست با کسب بیش از ۲۵ درصد آرای مردم لنجان و پیروزی بر مهندس مزعل حسنی، برای چهارمین بار به عنوان نمایندهٔ مردم لنجان وارد مجلس شورای اسلامی شود.